# Gangneung
Gangneung (del coreano: 강릉), oficialmente Ciudad de Gangneung (en coreano: 강릉시, Gangneung-si), es una ciudad en la provincia de Gangwon, al noreste de la república de Corea del Sur. Está ubicada al este de Seúl, a unos 166 km (en línea recta), en la costa oeste del mar de Japón. Su área es de 1040.07 km² y su población total es de 230.000 habitantes (2009).
La ciudad fue sede del Campeonato de los Cuatro Continentes de Patinaje Artístico sobre Hielo de 2005

## Administración
La ciudad de Gangneung se divide en 13 distrito (dong), 7 municipios (myeon) y 1 villa (eup).

## Símbolos
La bandera de la ciudad es un sol de color rojo, y de bajo de él hay una ola de color azul, que parece que el sol estuviera surfeando. El sol representa el ambiente y la ola representa el mar.

## Gyeongpodae
Gangneung es un lugar que se considera especial ya que se tiene acceso a un lago y al mar. Gyeongpodae es un pabellón con vista al lago Gyeongpo. Se dice que se puede ver la luna cinco veces al tiempo, una en el cielo, una en el lago , una en el mar, una en una vaso de una bebida, y una en los ojos de un amante. Este lugar es localizado en el centro oeste de la ciudad.

## Festivales
La ciudad de Gangneung tiene varios festivales, y el más famoso y grande es el de Dano (강릉단오제) en el recinto ferial cerca del río Namdae. En 1967, el festival de Dano fue catalogado como patrimonio cultural de Corea No. 13. El 11 de noviembre fue designado por la UNESCO como Obra Maestra del Patrimonio Oral e Intangible de la Humanidad. Hoy en día, es una combinación de los ritos de conmemoración y varias obras tradicionales. Lo más destacado es la tradicional danza de máscaras Gwanno, que sólo se realiza en este festival.
Además de los festivales conocidos como el de Dano, hay varios festivales más reciente en Gangneung, como el IJAF (Internacional Junior Festival de Arte) goza de gran popularidad. El IJAF es un festival cultural para los jóvenes de todo el mundo, se realiza una vez al año, a principios de agosto y dura cuatro días con 300 participantes de siete naciones y más de 500 visitantes por noche.

## Deportes
El equipo de fútbol local es el Gangwon FC (강원 FC), fundado el 18 de diciembre de 2008 y juega en el estadio Gangneung de la ciudad con capacidad para 30.000 espectadores. El equipo juega en la liga profesional de Corea del Sur llamada K-League.

## Clima
Gangneung tiene un clima subtropical húmedo (según la clasificación climática de Köppen Cfa) con inviernos frescos y veranos cálidos y húmedos, por lo general con inviernos más suaves y veranos relativamente más fríos que el resto de Corea del Sur. Está rodeada por montañas al oeste y el mar hacia el este.
| Parámetros climáticos promedio de Gangneung (1981−2010) | Parámetros climáticos promedio de Gangneung (1981−2010) | Parámetros climáticos promedio de Gangneung (1981−2010) | Parámetros climáticos promedio de Gangneung (1981−2010) | Parámetros climáticos promedio de Gangneung (1981−2010) | Parámetros climáticos promedio de Gangneung (1981−2010) | Parámetros climáticos promedio de Gangneung (1981−2010) | Parámetros climáticos promedio de Gangneung (1981−2010) | Parámetros climáticos promedio de Gangneung (1981−2010) | Parámetros climáticos promedio de Gangneung (1981−2010) | Parámetros climáticos promedio de Gangneung (1981−2010) | Parámetros climáticos promedio de Gangneung (1981−2010) | Parámetros climáticos promedio de Gangneung (1981−2010) | Parámetros climáticos promedio de Gangneung (1981−2010) |
| Mes                                                     | Ene.                                                    | Feb.                                                    | Mar.                                                    | Abr.                                                    | May.                                                    | Jun.                                                    | Jul.                                                    | Ago.                                                    | Sep.                                                    | Oct.                                                    | Nov.                                                    | Dic.                                                    | Anual                                                   |
| ------------------------------------------------------- | ------------------------------------------------------- | ------------------------------------------------------- | ------------------------------------------------------- | ------------------------------------------------------- | ------------------------------------------------------- | ------------------------------------------------------- | ------------------------------------------------------- | ------------------------------------------------------- | ------------------------------------------------------- | ------------------------------------------------------- | ------------------------------------------------------- | ------------------------------------------------------- | ------------------------------------------------------- |
| Temp. máx. media (°C)                                   | 5.0                                                     | 6.7                                                     | 10.9                                                    | 17.9                                                    | 22.4                                                    | 24.9                                                    | 27.8                                                    | 28.3                                                    | 24.5                                                    | 20.3                                                    | 13.7                                                    | 7.9                                                     | 17.5                                                    |
| Temp. media (°C)                                        | 0.4                                                     | 2.2                                                     | 6.3                                                     | 12.9                                                    | 17.6                                                    | 20.8                                                    | 24.2                                                    | 24.6                                                    | 20.3                                                    | 15.5                                                    | 9.2                                                     | 3.4                                                     | 13.1                                                    |
| Temp. mín. media (°C)                                   | −3.2                                                    | −1.6                                                    | 2.0                                                     | 7.9                                                     | 12.9                                                    | 17.0                                                    | 21.1                                                    | 21.5                                                    | 16.6                                                    | 11.2                                                    | 5.3                                                     | −0.3                                                    | 9.2                                                     |
| Precipitación total (mm)                                | 55.1                                                    | 49.6                                                    | 68.9                                                    | 68.7                                                    | 87.0                                                    | 120.6                                                   | 242.8                                                   | 298.9                                                   | 243.8                                                   | 110.4                                                   | 80.3                                                    | 38.3                                                    | 1464.5                                                  |
| Días de precipitaciones (≥ 0.1 mm)                      | 5.8                                                     | 6.4                                                     | 8.9                                                     | 8.3                                                     | 9.3                                                     | 11.3                                                    | 15.6                                                    | 15.6                                                    | 11.1                                                    | 7.1                                                     | 7.2                                                     | 4.5                                                     | 111.1                                                   |
| Horas de sol                                            | 183.8                                                   | 172.6                                                   | 186.5                                                   | 203.8                                                   | 209.1                                                   | 165.0                                                   | 138.2                                                   | 147.9                                                   | 157.2                                                   | 188.3                                                   | 170.6                                                   | 183.3                                                   | 2106.3                                                  |
| Humedad relativa (%)                                    | 49.0                                                    | 52.1                                                    | 56.6                                                    | 54.1                                                    | 61.1                                                    | 71.4                                                    | 76.6                                                    | 78.1                                                    | 74.3                                                    | 62.2                                                    | 53.8                                                    | 47.8                                                    | 61.4                                                    |
| Fuente: Korea Meteorological Administration             |                                                         |                                                         |                                                         |                                                         |                                                         |                                                         |                                                         |                                                         |                                                         |                                                         |                                                         |                                                         |                                                         |

## Ciudades hermanas
Gangneung mantiene un hermanamiento de ciudades con:
- Chichibu, Prefectura de Saitama, Japón (16 de febrero de 1983).
- Jiaxing, Zhejiang, China (12 de mayo de 1999).
- Chattanooga, Tennessee, Estados Unidos (30 de octubre de 2003).
- Jingzhou, Hubei, China (19 de octubre de 2004).
- Öskemen, Kazajistán Oriental, Kazajistán (octubre de 2011).
- Deyang, Sichuan, China (28 de noviembre de 2013).
- Algemesí, Comunidad Valenciana, España.
- Bucheon, Corea del Sur.
- Buk, Daegu, Corea del Sur.
- Gangseo y Seocho, Seúl, Corea del Sur.
- Seo, Daejeon, Corea del Sur.